# L:Ron:Harald
 Denne artikel omhandler L:Ron:Harald. Opslagsordet har også en anden betydning, se Lars Jensen (fodboldspiller).
Lars Jensen (født 1966), bedre kendt under kunstnernavnet L:Ron:Harald, er en dansk rapper, graffitimaler og forfatter fra Sønderborg. Hans bedst kendte sange er Langs i Køffenhaun og Mæ å min Kadett fra 1998. L:Ron:Haralds musik er en humoristisk blanding af hårdtslående gangsta rap og den særegne sønderjyske dialekt. Hvor karakteren L:Ron:Harald er rent opdigtet, har virkelighedens Lars Jensen også udgivet det selvbiografiske og ærlige album Noget du bør vide samt udgivet selvbiografien Patient og digtsamlingen Ensom under neon. Udover musikken og litteraturen er Lars Jensen også kendt for at male graffiti, hvilket han har gjort siden 1984.

## Ungdommen
Lars Jensen gik på både gymnasium og kunstakademi i Sønderborg og var et år i USA, indtil han til sidst tog en HF-eksamen. Han fik 5 i Matematik og 13 i Dansk og Engelsk. Som teenager malede han graffiti i parkeringskældre og gangtunneller i Sønderborg. Senere begyndte han at skrive raptekster og hjalp rapperen Clemens frem. I 1994 flyttede han til Århus, hvor han begyndte på Danmarks Journalisthøjskole. Jensen fik her sit første psykotiske anfald, hvilket var starten på en svær og langvarig kamp med psykisk sygdom, som Jensen beskriver nærmere i sin selvbiografi Patient. I bogen beskriver han sin indlæggelse på Risskovs psykiatriske hospital, og retter en hård kritik af hospitalets personale, som svigtede ham og flere andre patienter.

## Pornogangsteren fra Sønderjylland
Lars Jensens karriere som "pornogangsteren" L:Ron:Harald begyndte med demobåndet Grethes Tits, som hurtigt spredte sig til det meste af landet. L:Ron:Haralds tekster bliver altid rappet med kraftig sønderjysk dialekt, og handler om sex, vold og hans højtelskede Opel Kadett. Jensen har aldrig lagt skjult på, at L:Ron:Harald er en opdigtet figur, der kun var ment som en spøg. L:Ron:Harald fik pladekontrakt, og hans første album Pornogangster solgte i de første to uger 25.000 eksemplarer. Albummet blev produceret af Ghettosvend og Kong Winther fra den århusianske rapgruppe Kongehuset, under pseudonymerne Dex Dexter og Blake Carrington.
L:Ron:Haralds anden plade floppede imidlertid fælt, og der skulle gå fire år, før man igen skulle høre noget fra L:Ron:Harald. I marts 2006 udkom Vi' fra Jylland, denne gang med et mere professionelt beat og med langt flere gæsteoptrædende såsom hans faste makker Roit-A-Lot, MC Clemens, Jonny Hefty og flere andre. Efter flere års pause vendte L:Ron:Harald tilbage med de to albums Fickumdick og Ve do fukk mæ mæ?, denne gang i samarbejde med den sønderjyske rapper og producer Juste. Grethes Tits blev desuden genudgivet på vinyl i 2016.

## Diskografi

### Studiealbums
- Pornogangster (1998)
- Øl, F.... & Rapmusik (2000)
- Noget Du Bør Vide (2004)
- Vi' Fra Jylland (2006)
- Maximal Rowdyness (2008)
- Fickumdick (2019)
- Ve do fukk mæ mæ? (2020)

### Opsamlingsalbum
- Grethes Tits (2016)